# Força Voluntária Legalista
A Força Voluntária Legalista (Loyalist Volunteer Force, LVF) foi um grupo paramilitar leal ao Ulster na Irlanda do Norte. Foi formada por Billy Wright em 1996, quando ele e sua unidade se separaram da Força Voluntária do Ulster (UVF) após quebrar o cessar-fogo. A maioria de seus membros veio da Brigada Mid-Ulster do UVF, que Wright havia comandado. Num período de dois anos a partir de agosto de 1996, a LVF empreendeu uma campanha paramilitar em oposição ao republicanismo irlandês e ao processo de paz da Irlanda do Norte. Durante este período, matou pelo menos 14 pessoas em ataques com armas e bombas, quase todas civis católicas mortas aleatoriamente. A LVF cancelou a sua campanha em Agosto de 1998 e desmantelou algumas das suas armas, mas no início da década de 2000 uma disputa leal levou a vários assassinatos. Desde então, a LVF tem estado praticamente inativa, mas acredita-se que os seus membros tenham estado envolvidos em tumultos e crime organizado. Em 2015, as forças de segurança afirmaram que a LVF “existe apenas como um grupo criminoso” em Mid Ulster e Antrim. 
A LVF é designada grupo terrorista pelo Reino Unido e pelos Estados Unidos.   

## Metas
Num documento, a LVF delineou os seus objetivos da seguinte forma:
- A utilização do conflito do Ulster para mudanças profundas, fundamentais e decisivas na constituição do Reino Unido.
- Para restaurar o direito do Ulster à autodeterminação.
- Acabar com a agressão nacionalista irlandesa contra o Ulster, sob qualquer forma.
- Acabar com todas as formas de interferência irlandesa nos assuntos internos do Ulster.
- Impedir a criação e/ou implementação de qualquer superestrutura política para toda a Irlanda/todas as ilhas, independentemente dos poderes conferidos a tais instituições.
- Para derrotar a campanha de desbritização e gaelicização da vida cotidiana do Ulster. [9]

Há também um elemento fundamentalista cristão dentro da LVF.   Seu líder, Billy Wright, era um cristão e ex-pregador. O professor Peter Shirlow, da Queen's University Belfast, observou que muitos membros da LVF viam o nacionalismo/republicanismo irlandês e o catolicismo como interligados. Eles acreditavam que os protestantes do Ulster eram um povo perseguido e o Ulster era a sua "terra dada por Deus" que deveria ser defendida dessas "forças obscuras e satânicas". 
A LVF publicou uma revista chamada Leading the Way. 

## História

### Primeiros dias
Billy Wright era o líder da Brigada Mid-Ulster da Força Voluntária do Ulster (UVF),  tendo assumido o comando de Robin "Chacal" Jackson no início dos anos 1990, após a aposentadoria deste último. Em outubro de 1994, a UVF e outros grupos paramilitares leais convocaram um cessar-fogo. As diferenças internas entre Wright e o Estado-Maior da Brigada do UVF em Belfast chegaram ao auge em julho de 1996, durante a disputa do desfile de Drumcree. A Ordem de Orange estava sendo impedida de marchar pela área católica Garvaghy de Portadown. Houve um impasse na Igreja Drumcree entre milhares de Orangemen e seus apoiadores de um lado, e as forças de segurança do outro. Wright ficou irritado porque a marcha estava sendo bloqueada e foi frequentemente visto em Drumcree com Harold Gracey, chefe do Portadown Orange Lodge. 
A brigada de Wright contrabandeou armas caseiras para Drumcree, aparentemente sem ser impedida pelos Orangemen.  Em 7 de julho, um dia após o início do impasse, membros da brigada de Wright   mataram a tiros o taxista católico Michael McGoldrick perto de Aghagallon. O homem que matou McGoldrick disse que também planejou, junto com Billy Wright e Mark Fulton, sequestrar três padres de uma casa paroquial no condado de Armagh e atirar neles, a menos que a marcha fosse autorizada a continuar.  Alegadamente, a brigada também planeava conduzir caminhões-tanque para a área católica e explodi-los.  Após quatro dias de protestos leais e violência em toda a Irlanda do Norte, a polícia reverteu a sua decisão e permitiu que a marcha continuasse.
Por quebrar o cessar-fogo,  Wright e a unidade Portadown da Brigada Mid-Ulster foram "retirados" pela liderança do UVF em 2 de agosto de 1996.  Wright e sua unidade deixaram o UVF e formaram o LVF. Ele escolheu pessoalmente o codinome "Covenant", que foi usado para reivindicar ataques de LVF. 
Embora por trás de muitos ataques na área de Mid-Ulster, especialmente em Portadown e Lurgan, Wright foi finalmente preso em janeiro de 1997 por fazer ameaças de morte e perverter o curso da justiça. Ele foi condenado em março de 1997 e sentenciado a oito anos na Prisão Maze.   Lá ele exigiu uma ala separada para prisioneiros da LVF. As autoridades concordaram e a ala tornou-se um ponto de encontro para os legalistas que se opunham ao processo de paz da Irlanda do Norte, incluindo muitos de Belfast e do norte de Down. 

### Morte de Billy Wright
Em 27 de dezembro de 1997, Wright foi assassinado por prisioneiros do Exército de Libertação Nacional Irlandês (INLA) dentro da Prisão Maze: Christopher "Crip" McWilliams, John Glennon e John Kennaway.  Os três foram presos no mesmo quarteirão que Wright. Ele foi baleado enquanto viajava em uma van da prisão e, depois de matar Wright, os três se entregaram aos guardas da prisão.  Eles também entregaram uma declaração: "Billy Wright foi executado [...] por dirigir e travar sua campanha de terror contra o povo nacionalista a partir de sua cela de prisão". 
Naquela noite, homens armados da LVF abriram fogo contra o salão de dança do Glengannon Hotel, perto de Dungannon.  O hotel era propriedade de católicos e cerca de 400 adolescentes frequentavam uma discoteca.  Três civis ficaram feridos e um, um ex-voluntário do IRA Provisório, foi morto.  A polícia acreditava que a própria discoteca era o alvo pretendido, e não o ex-voluntário.  Testemunhas disseram que foi “uma tentativa de assassinato em massa”. 
Alguns acreditavam que as autoridades penitenciárias foram coniventes com o INLA no assassinato de Wright. O INLA negou veementemente estes rumores e publicou um relato detalhado do assassinato na edição de março/abril de 1999 do jornal The Starry Plough. 

### Acordo de Sexta-Feira Santa e cessar-fogo
Em março de 1998, durante as negociações para o Acordo da Sexta-Feira Santa, a LVF emitiu uma declaração apoiando o anti-acordo Partido Democrático Unionista (DUP), dizendo que o líder do partido, Ian Paisley, acertou "absolutamente".  O membro do Parlamento do DUP, Willie McCrea, apareceu em plataformas públicas com líderes da LVF, incluindo Billy Wright.  
Em Maio de 1998, a LVF convocou um cessar-fogo e instou as pessoas a votarem Não no referendo sobre o Acordo. O Gabinete da Irlanda do Norte aceitou o seu cessar-fogo em Novembro, tornando os prisioneiros da LVF elegíveis para libertação antecipada ao abrigo do Acordo. Mais tarde, entregou uma pequena quantidade de armas à Comissão Internacional Independente sobre Descomissionamento. As armas desativadas foram as seguintes:
- 4 submetralhadoras
- 2 rifles
- 2 pistolas
- 1 espingarda serrada
- 2 bombas tubulares
- várias munições e detonadores

A destruição de alguns braços da LVF foi registrada em vídeo. Contudo, desde que as armas foram desactivadas em meados de 1998, a LVF matou quatro pessoas.

### Atividades pós-cessar-fogo
No início de 2000, uma rivalidade entre LVF e UVF começou e houve vários assassinatos na mesma moeda. Isto levou o Secretário de Estado a declarar, em 12 de Outubro de 2001, que o governo já não reconhecia o seu cessar-fogo. 
Após o cessar-fogo, a LVF continuou a apoiar os Orangemen em seu protesto em Drumcree. Em julho de 2000, foi revelado que membros do grupo neonazista Combat 18 estavam viajando da Inglaterra para se juntarem ao protesto. Eles foram abrigados por voluntários da LVF em Portadown e Tandragee. O Combat 18 se opôs ao cessar-fogo da LVF, mas esta viagem foi considerada uma "cura da ruptura". 
Em 2002, o sucessor de Wright como líder da LVF, Mark Fulton, foi encontrado enforcado na prisão de Maghaberry. Acredita-se que ele cometeu suicídio. 
Em Julho de 2005, o IRA declarou que tinha terminado a sua campanha armada e que iria desarmar-se. Em Setembro de 2005, os inspectores de armas declararam que o IRA estava totalmente desarmado. Em resposta, em 30 de outubro daquele ano, a LVF declarou que estava se retirando. 
Em Fevereiro de 2006, a Comissão Independente de Monitorização confirmou que a rivalidade LVF-UVF tinha acabado, mas disse que o envolvimento da LVF com o crime organizado e o tráfico de drogas continuou, descrevendo-a como uma "organização profundamente criminosa". O vigésimo relatório do IMC afirmava que o grupo era pequeno e sem propósito político. A maior parte de sua violência foi de natureza "mais criminosa do que paramilitar". Dizia-se que os membros da LVF que continuavam atividades violentas o faziam "para ganho pessoal" e apenas se associavam à organização em geral quando era útil fazê-lo. O relatório acrescentou que o simples trabalho policial agressivo poderia prejudicar a continuidade do grupo. 

## Linha do tempo dos ataques
De acordo com o Arquivo de Conflitos no Banco de Dados Sutton da Internet, a LVF matou 18 pessoas,  que incluíam:
- 13 civis (11 católicos e 2 protestantes)
- 3 membros da UVF
- 1 ex-membro do Exército Republicano Irlandês Provisório
- 1 de seus próprios membros

Mais dois assassinatos de católicos foram reivindicados pela LVF, mas o RUC acreditava que os membros da UDA eram os responsáveis.
A seguir está um cronograma de ataques e tentativas de ataques que foram reivindicados ou atribuídos à LVF.

### 1996
- 7 de julho: em Aghagallon, a LVF matou a tiros o taxista católico Michael McGoldrick (31) em seu carro, que os homens armados incendiaram. Acreditava-se que isto estava relacionado com o conflito de Drumcree; na época, a Ordem de Orange estava sendo impedida de marchar pela área católica de Portadown. [38] Membros do grupo contrabandearam armamento caseiro para os protestos na igreja de Drumcree, aparentemente sem serem impedidos pelos Orangemen. [39]

### 1997
- 20 de janeiro: acredita-se que a LVF esteja por trás de uma bomba que explodiu sob uma van de propriedade de um católico em Larne, condado de Antrim. [40]
- 8 de março : a LVF realizou ataques com bombas incendiárias nos escritórios do Conselho de Turismo da Irlanda do Norte (NITB) em Banbridge e Newcastle, County Down. Acredita-se que os ataques sejam uma resposta à comercialização de toda a Irlanda como destino turístico pelo NITB juntamente com o Bord Fáilte (o conselho de turismo da República da Irlanda). [40]
- 1 de abril: O Tabernáculo Batista Mountpottinger, uma igreja protestante no leste de Belfast, foi danificada em um incêndio criminoso. Embora o assessor de imprensa do DUP, Sammy Wilson, culpasse os católicos, em 20 de abril, o líder do Partido Unionista Progressista, David Ervine, afirmou que era uma tentativa da LVF de aumentar a tensão sectária. [40]
- 27 de abril: Robert Hamill (25), um civil católico, foi chutado até a morte por uma multidão legalista no centro da cidade de Portadown enquanto caminhava para casa. A polícia estacionada nas proximidades não interveio. Os seis homens acusados de seu assassinato foram colocados na ala LVF da Prisão Maze a seu próprio pedido. [41]
- 12 de maio: a LVF sequestrou o civil católico Seán Brown (61) depois que ele deixou o clube da Gaelic Athletic Association (GAA) em Bellaghy, condado de Londonderry. Ele foi espancado, morto a tiros e seu corpo foi encontrado no dia seguinte por um carro incendiado na Moneynick Road, perto de Randalstown. [40]
- 14 de maio: acredita-se que a LVF seja responsável pela tentativa de matar um motorista de táxi católico em Milford, condado de Armagh. Ele escapou quando a arma travou. [40]
- 24 de maio: a LVF assumiu a responsabilidade pelo plantio de uma bomba em Dundalk, condado de Louth, República da Irlanda. A bomba-relógio foi plantada em um beco da Rua Clanbrassil, a principal rua comercial da cidade. No entanto, explodiu apenas parcialmente e foi desarmado pela Gardaí. A LVF alertou que mais "ataques à bomba sem aviso" ocorreriam "enquanto Dublin interferir nos assuntos do Ulster". [40] [42]
- 2 de julho: a LVF ameaçou matar civis católicos se uma próxima marcha Orange fosse proibida na Garvaghy Road em Portadown. [40]
- 15 de julho: a LVF matou a civil católica Bernadette Martin (18) em Aghalee. Ela levou quatro tiros na cabeça enquanto dormia na casa do namorado protestante. [40]
- 24 de julho: a LVF sequestrou o civil católico James Morgan (16) em Newcastle, County Down. Ele foi torturado, espancado até a morte com um martelo, e seu corpo foi mergulhado em gasolina e incendiado. Seu corpo queimado e mutilado foi encontrado três dias depois em uma vala encharcada usada para descarte de carcaças de animais perto de Clough. Norman Coopey foi acusado e condenado pelo assassinato. [40] [43]
- 5 de agosto: a LVF assumiu a responsabilidade pela tentativa de assassinato de um motorista de táxi católico em Lurgan. Ele escapou quando a arma travou. [40]
- 12 de agosto: vinte e sete prisioneiros da LVF na Prisão Maze iniciaram um motim que causou graves danos às alas C e D do Bloco H 6. [40]
- 14 de agosto: a LVF foi responsabilizada por ataques às casas de quatro ex-funcionários penitenciários em exercício em Mid-Ulster. [40]
- 17 de novembro: a LVF assumiu a responsabilidade pelo plantio de quatro pequenas bombas em Dundalk, República da Irlanda, que foram removidas pela polícia. [40]
- 5 de dezembro: a LVF matou a tiros o civil católico Gerry Devlin (36) do lado de fora de um clube GAA em Glengormley, condado de Antrim. [40]
- 27 de dezembro: a LVF lançou um ataque com arma de fogo no salão de dança do Glengannon Hotel, de propriedade católica, perto de Dungannon, condado de Tyrone. Centenas de adolescentes frequentavam uma discoteca lá dentro quando homens armados atiraram contra uma multidão na entrada. Um porteiro, o civil católico Seamus Dillon (45), foi morto e outras três pessoas ficaram feridas. Acreditava-se que isso era uma vingança pela morte de Billy Wright naquele dia. [40] A LVF disse: "Este ataque e ataques futuros caíram diretamente sobre os pés dos republicanos. Por muito tempo, o povo protestante viu sua própria fé, cultura e identidade serem lentamente corroídas". [44]
- 31 de dezembro: a LVF assumiu a responsabilidade por um ataque com arma de fogo na Clifton Tavern em Cliftonville Road, Belfast. Homens armados invadiram o pub e dispararam contra ele. O civil católico Eddie Treanor (31) foi morto e cinco outros ficaram feridos. O RUC acreditava que os membros da UDA estavam envolvidos. [40]

### 1998
- 10 de janeiro: a LVF lançou um ataque com arma de fogo na boate Space em Talbot Street, Belfast. Homens armados pararam um carro e abriram fogo contra as pessoas que estavam na porta. Um porteiro, o civil católico Terry Enright (28), foi morto. Ele era um trabalhador intercomunitário que ajudou a afastar os jovens da violência. A LVF disse que era uma vingança pela morte de Billy Wright. [45] [46]
- 18 de janeiro: a LVF matou o civil católico Fergal McCusker (28) em Maghera, condado de Londonderry. Ele foi sequestrado e morto a tiros enquanto caminhava para casa. Seu corpo foi encontrado atrás de um centro juvenil perto de Tircane Road. [45]
- 19 de janeiro: a LVF assumiu a responsabilidade pelo assassinato do taxista católico Larry Brennan (52) enquanto ele estava sentado em seu carro na Ormeau Road, Belfast. O ataque aconteceu horas depois que o INLA matou Jim Guiney, membro da UDA, e a polícia acredita que membros da UDA estavam envolvidos. [45]
- 23 de janeiro: a LVF matou a tiros o trabalhador da construção civil católico Liam Conway (39) enquanto ele operava uma escavadeira em Hesketh Road, Belfast. [45]
- 24 de janeiro: a LVF matou a tiros o taxista católico John McColgan (33) em Belfast. Ele havia encontrado vários homens na Andersonstown Road, que lhe disseram para dirigir até Upper Glen Road. Eles então atiraram nele e partiram no táxi, deixando seu corpo na beira da estrada. [45]
- 25 de janeiro: a LVF assumiu a responsabilidade por atirar e ferir um civil católico em Lurgan. O homem estava sentado na cabine de um caminhão quando um homem armado disparou várias vezes contra ele. [45] [47]
- 27 de janeiro: a LVF foi acusada de tentar matar um motorista de táxi católico no norte de Belfast. Ele escapou quando a arma travou. [45]
- 27 de janeiro: o Conselho de Ação Voluntária da Irlanda do Norte (NICVA) anunciou que a LVF havia emitido ameaças de morte contra vários trabalhadores católicos intercomunitários na área de Mid-Ulster. [45]
- 4 de fevereiro: a LVF admitiu ter disparado contra um protestante em Lurgan e advertiu-o para deixar a área. [45]
- 23 de fevereiro: a LVF assumiu a responsabilidade por plantar um pequeno carro-bomba fora de uma estação da Garda em Dromad, County Louth, República da Irlanda. Foi localizado e desarmado pelas forças de segurança. A LVF ameaçou novos ataques na República. [48]
- 27 de fevereiro : a LVF foi responsabilizada por uma bomba em um barril de cerveja deixada em um carro na cidade predominantemente nacionalista de Carnlough, condado de Antrim. O dispositivo foi neutralizado pelo Exército Britânico. [49]
- 3 de março: a LVF matou um civil católico e um protestante - Damian Trainor (26) e Philip Allen (34) - no Railway Bar em Poyntzpass, condado de Armagh. Homens armados entraram no pub de propriedade católica, mandaram-nos deitar no chão e depois mataram-nos a tiros. Os dois eram amigos íntimos. [45]
- 5 de março: a LVF foi responsabilizada por um ataque com arma de fogo a uma casa em uma área predominantemente protestante de Antrim. Um homem católico e sua esposa protestante moravam lá. Ela e sua filha ficaram feridas. [45]
- 8 de março: a LVF emitiu ameaças contra clérigos protestantes, líderes empresariais e políticos que alegou estarem "coniventes" com o processo de paz. [45]
- 17 de março: a LVF assumiu a responsabilidade por uma tentativa de ataque a bomba no centro paroquial de St Comgall em Larne. O prédio estava lotado de pessoas comemorando o Dia de São Patrício quando dois homens jogaram uma bomba pela porta. A bomba não explodiu e foi desativada. [45] [50]
- 21 de abril: a LVF matou o civil católico Adrian Lamph (29) em Portadown. Um homem armado entrou de bicicleta em seu local de trabalho – o local de amenidades Fairgreen na Duke Street –, depois o identificou e atirou nele. Ele foi a primeira vítima do conflito desde a assinatura do Acordo da Sexta-Feira Santa. [45]
- 25 de abril: a LVF matou a tiros um civil católico, Ciaran Heffron (22), enquanto ele voltava para casa em Crumlin, condado de Antrim. [45] Enquanto isso, 25 civis escaparam de ferimentos quando uma bomba foi lançada contra um pub e restaurante de propriedade católica em Aghinlig, no condado de Armagh. [51]
- 15 de maio: a LVF anunciou um "cessar-fogo inequívoco" que esperava encorajar as pessoas a votarem contra o Acordo da Sexta-Feira Santa.
- 2 de julho: a LVF foi acusada de atear fogo a dez igrejas católicas na Irlanda do Norte. Igrejas foram queimadas durante um período de dez horas em Crumlin, Lisburn, Dromore, Castlewellan, Banbridge, Laurencetown, Tandragee e Dungannon. Acredita-se que os ataques sejam uma resposta à proibição da marcha Drumcree da Ordem de Orange. [52] A LVF também foi acusada de lançar bombas com gasolina nas casas de dois católicos em Derry. [45]
- 11 de julho: um homem armado da LVF abriu fogo contra as forças de segurança britânicas que controlavam uma barricada que impedia a Ordem de Orange de marchar em Drumcree. [53]
- 15 de julho: um pacote endereçado a um hotel de Dublin, que se acredita ter sido enviado pela LVF, explodiu enquanto era examinado no Garda Technical Bureau. Dois ficaram feridos na explosão. [54]
- 8 de agosto: a LVF emitiu um comunicado dizendo que a sua "guerra acabou".

### 1999 em diante
- 26 de março de 1999: a LVF alertou que haveria uma grande pressão em seu cessar-fogo se o IRA Provisório não começasse o desarmamento.
- 5 de junho de 1999: Membros da LVF lançaram ataques com bombas em duas casas na área de Corcrain, em Portadown. Um deles matou a civil protestante Elizabeth O'Neill (59), que era casada com um católico. [55]
- 10 de janeiro de 2000: Membros da LVF mataram o comandante do UVF em Mid-Ulster, Richard Jameson (46). Ele foi morto a tiros enquanto estava sentado em seu carro do lado de fora de sua casa na Derrylettiff Road, perto de Portadown. Ele também foi membro da Ordem de Orange. [56] O assassinato foi parte de uma rivalidade legalista. [57]
- 26 de maio de 2000: Membros do LVF mataram a tiros o membro do UVF Martin Taylor (35) em sua casa em Silverstream Park, Belfast. Este assassinato foi parte de uma rivalidade legalista. [57]
- 11 de abril de 2001: Membros da LVF mataram a tiros Grahame Marks (37), membro da UVF, em sua casa em Tandragee. Ele também foi membro da Ordem de Orange. [56] Este assassinato foi parte de uma rivalidade legalista. [58]

## Jovens Voluntários Legalistas

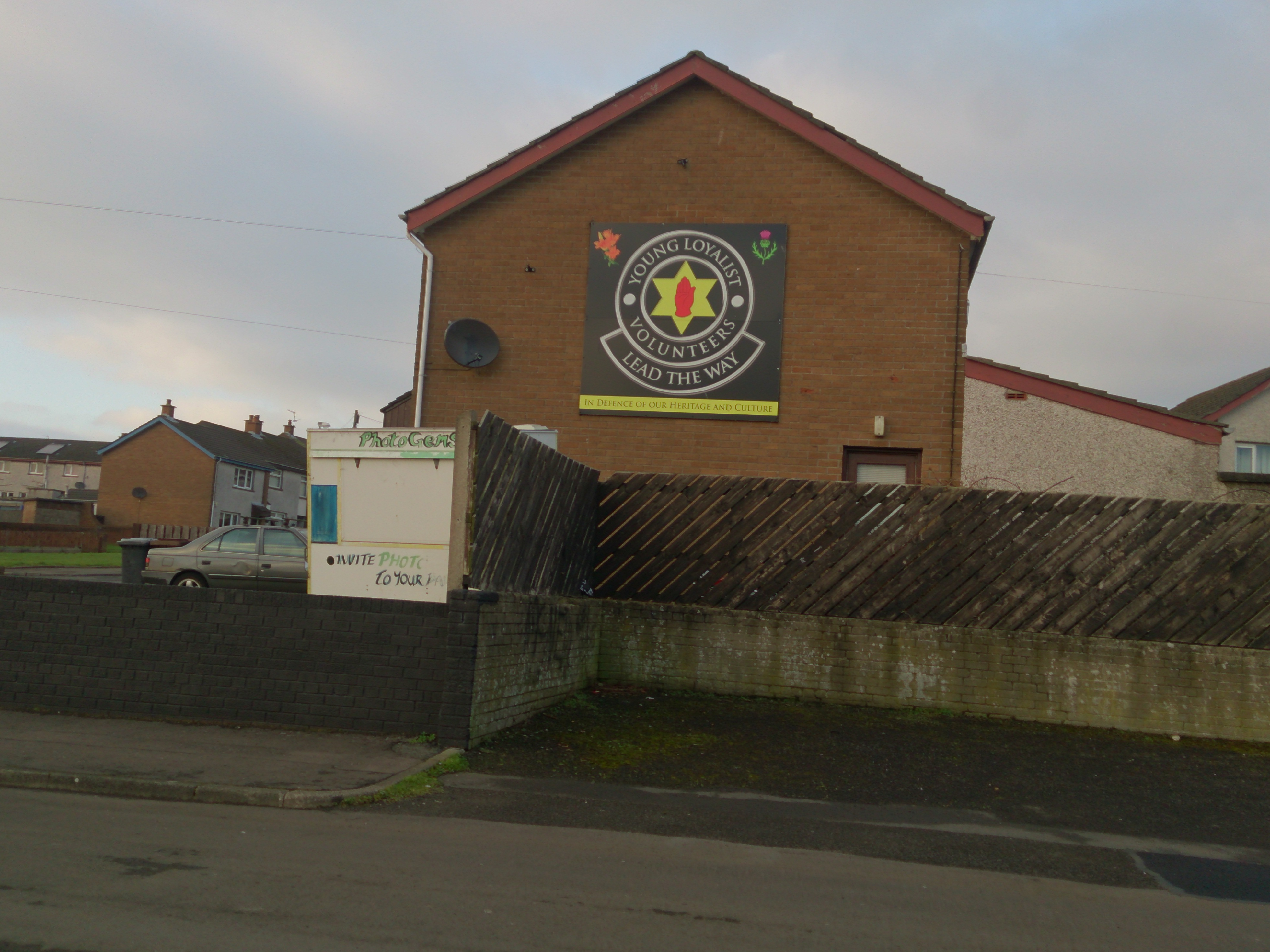
Símbolo dos jovens voluntários legalistas, Ballycraigy

A divisão juvenil da LVF era conhecida como Jovens Voluntários Legalistas (YLV). Eles foram fundados em 1997 e encerraram oficialmente suas atividades em 2005.  

### Leitura Adicional
- Eighth report of the Independent Monitoring Commission, 1 February 2006
- Chris Anderson, "The Billy Boy - The Life and Death of LVF Leader Billy Wright" (ISBN 1-84018-639-9)